# Rượu dừa
Rượu dừa là loại rượu chế từ trái dừa hoặc hoa dừa.

## Cách chế biến
1. Rượu dừa: Ngâm ủ trong trái dừa từ nguyên liệu chính là rượu nếp thông thường có nồng độ cao,từ 48% Vol tới 60%Vol. Rượu được ngâm trong trái dừa ủ kín theo một quy trình kĩ thuật và thời gian nhất định trước khi xuất xưởng. Loại này khá phổ biến vì dễ làm và giá thành rẻ.
2. Rượu mật hoa dừa: được lên men hoàn toàn tự nhiên bằng nước Mật Hoa Dừa (người ta lấy mật hoa dừa giống như lấy mật bông Thốt Nốt) đó là một thứ nước chảy ra từ Hoa Dừa rất ngon và mát, dễ lên men vì có nhiều đường, nước mật hoa dừa này sau khi lên men sẽ cho ra một loại rượu nhẹ khoảng 8% Vol. Sau quá trình trưng cất và thanh lọc các độc tố trong rượu sẽ được loại rượu mật hoa dừa chính hiệu với nồng độ cồn khoảng 29% Vol. Rượu được đóng thành phẩm trong chai thủy tinh, trái dừa đã bỏ cùi (để bảo quản được lâu - tới 5 năm) hoặc trái dừa còn nguyên cùi để tăng hương vị (loại này ít vì dễ hư chỉ bảo quản được gần 1 tháng). Tuy nhiên phương pháp này không phổ biến vì quy trình phức tạp và nguyên vật liệu không sẵn có, giá còn cao.
Philippin là một trong 3 nước đứng đầu thế giới về sản lượng dừa, họ chủ yếu sản xuất rượu mật hoa dừa theo cách lên men từ mật hoa dừa và làm ra loại rượu vang danh tiếng
3. Rượu dừa lên men: Rượu lên men trong trái dừa. phương pháp này là bỏ men rượu vào trái dừa sau đó ngâm ủ với quy trình kỹ thuật nhất định. đây là phương pháp cổ truyền với cách làm phức tạp nên hầu như không còn sử dụng.
4. Rượu cây dừa: đây là phương pháp bỏ men vào thân cây dừa đang sung sức. sau một thời gian khi trái trưởng thành già cùi sẽ được trái rượu dừa chính góc. Rượu này rất thơm, ngon, nguyên chất nhưng độ rượu thấp, năng xuất thấp nên chỉ làm gia đình sử dụng. chưa thấy bán ra thị trường nên được ít người biết đến
5. Rượu lên men từ nước dừa: đây là loại rượu dùng nước dừa, nếp cộng với men rượu để lên men. phương pháp này ít được các cơ sở sử dụng vì quy trình phức tạp. Hiện tại chỉ có người dân vùng rượu Rượu Phú Lễ, Ba Tri, Bến Tre mới có sử dụng loại rượu này. nhưng chỉ quy mô nhỏ và ít người làm, rượu này kết hợp với truyền thống rượu phú lễ nên người ta thường gọi là "Rượu dừa tiến vua" hoặc "rượu dừa lên men" theo tên thông thường

## Mùi vị
Rượu dừa có vị cay nồng, ngọt dịu, mùi thơm của men rượu kết hợp với mùi thơm của cốt dừa tạo nên cảm giác dễ chịu.

## Cách thưởng thức
Người ta có thể uống rượu dừa theo ba cách. Thứ nhất: Uống ở điều kiện bình thường. thứ hai: Uống nóng, bằng cách ủ nóng trong lò vi sóng từ ba tới năm phút hoặc nướng bằng lửa. Thứ ba: Uống lạnh, bằng cách ủ lạnh trước khi uống.

## Bảo quản
Rượu dừa phụ thuộc rất nhiều vào tính tự nhiên của lớp vỏ và lớp cơm dừa tự nhiên vì thế bất tiện cho việc bảo quản lâu. Phụ thuộc vào nhiệt độ nơi bảo quản mà trái dừa có thể giữ được nhanh hay lâu. Nhiệt độ càng nóng, rượu dừa dễ dẫn đến bay hơi (Hao rượu). Thời gian bảo quản từ ba tháng tới một năm, tùy thuộc vào nhiệt độ xung quanh. Tốt nhất là được giữ trong nhiệt độ tám độ C.